# Real Casina di Caccia di Ficuzza
La Real Casina di Caccia di Ficuzza è un palazzo reale, sito nella frazione di Corleone, all'interno della Riserva naturale orientata Bosco della Ficuzza.

## Storia
La Real Casina di Caccia fu costruita nel bosco della Ficuzza, a partire dal 1799 per il re Ferdinando III di Sicilia, che la volle come tenuta estiva da adibire alla caccia. Si caratterizza per la sua facciata rettangolare e severa. Ferdinando di Borbone vi visse ininterrottamente dal 1810 al 1813.
Il progetto della palazzina venne redatto dall'architetto regio Carlo Chenchi, con modifiche apportate dall'architetto Giuseppe Venanzio Marvuglia, che seguì i lavori iniziati nel 1802 e terminati nel 1807. Per la sua costruzione fu chiamato il capo mastro Matteo Chiti, fiorentino, già impiegato dalla corona per la realizzazione della real cantina borbonica di Partinico. 

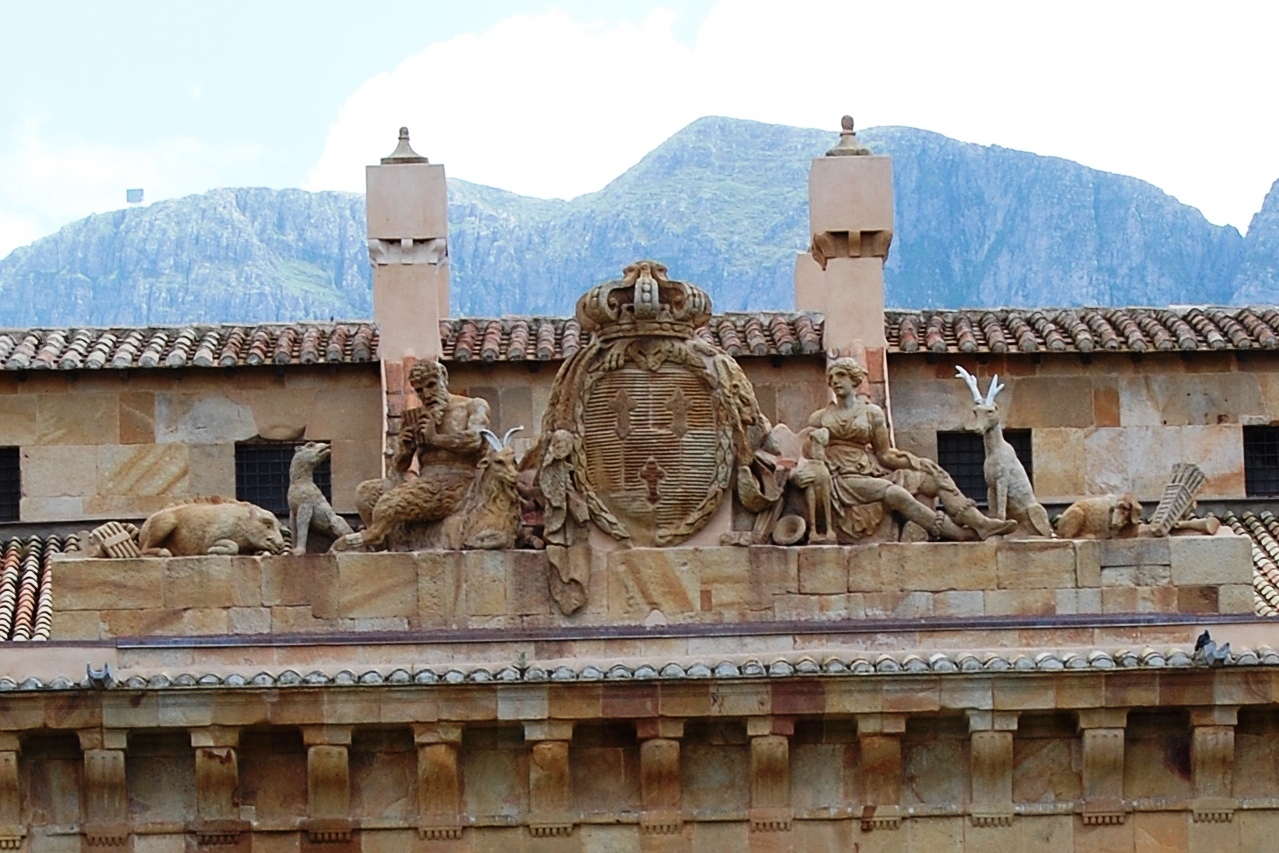
Particolare della facciata

L'edificio ha pianta rettangolare con prospetto dalle linee neoclassiche dell'architettura siciliana, sovrastato dal gruppo scultoreo del dio Pan e della dea Diana con al centro lo stemma borbonico. Nelle rispettive estremità della facciata vi sono due grandi orologi murali. Assieme alla palazzina vennero costruiti i fabbricati minori e la piazza centrale. Attorno a quest'ultima si sviluppò nel corso del tempo il piccolo centro.
Nell'edificio si trovano camere, saloni di rappresentanza, cappella privata, cantina, oltre a stalle e magazzini “d'ordinanza”. Il mobilio originale fu distrutto durante i moti del 1820-21.
Nel 1871 il palazzo e il relativo bosco, venne affidato all'Amministrazione forestale del Regno d'Italia, che amministrerà il bosco, la palazzina, la borgata e gli abitanti. Oggi è gestita dal Corpo forestale della Regione siciliana.

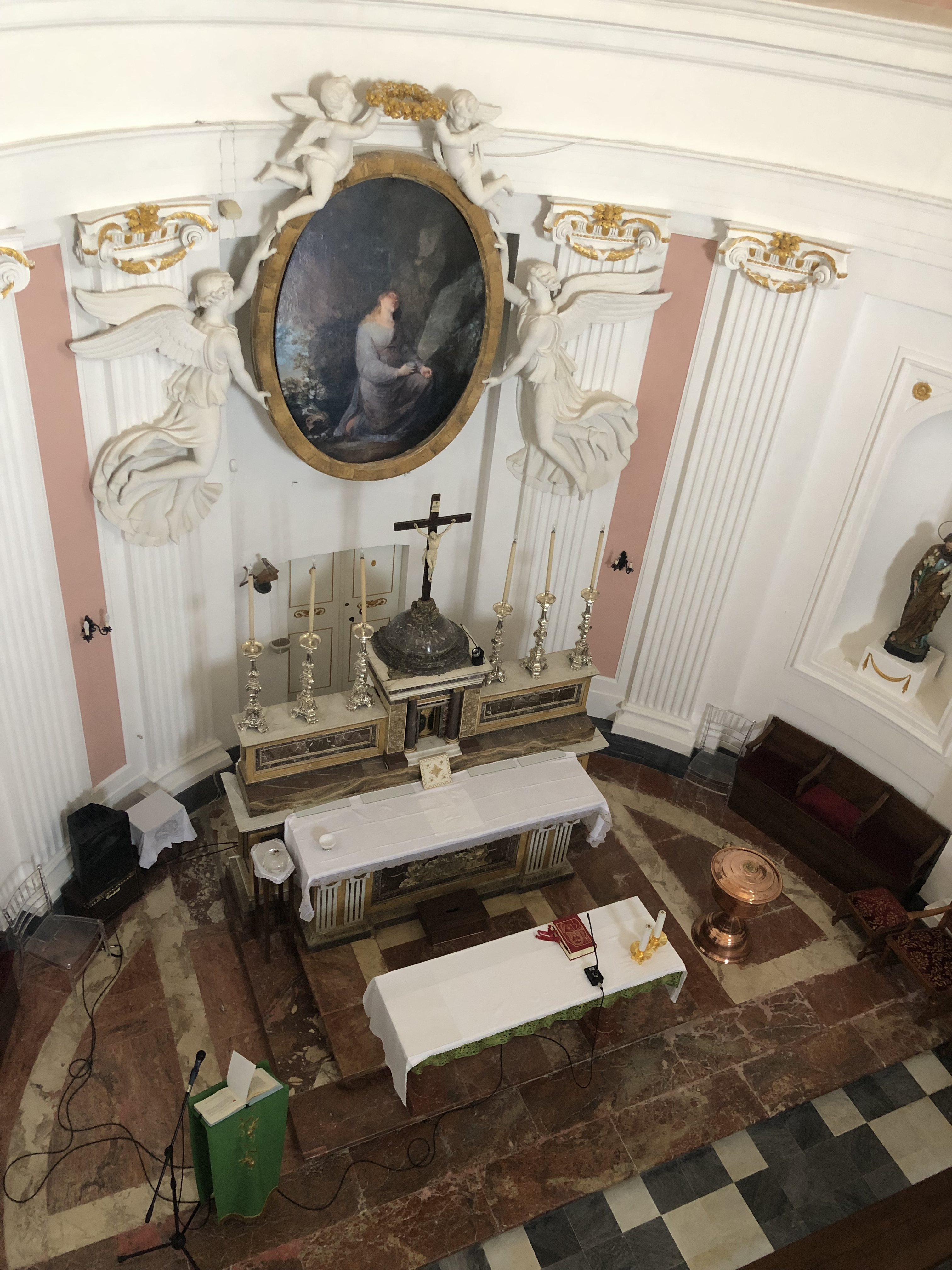
L'interno della cappella

Il palazzo è stato riaperto al pubblico nell'aprile 2009. Il 3 agosto 2013 la Regione Siciliana ha voluto utilizzare la struttura per istituire il "Museo multimediale del bosco di Ficuzza" dove viene messa in risalto l'enorme biodiversità del parco e la storia di Ferdinando III di Borbone durante la sua permanenza a Ficuzza.